# Метикош
Метикош је насељено место града Краљева у Рашком округу. Према попису из 2022. било је 687 становника.

## Демографија
У насељу Метикош живи 538 пунолетних становника, а просечна старост становништва износи 38,8 година (38,0 код мушкараца и 39,6 код жена). У насељу има 206 домаћинстава, а просечан број чланова по домаћинству је 3,34. (По попису из 2011. године)
Ово насеље је великим делом насељено Србима (према попису из 2002. године), у последњем попису примећен је пад становника.
|  |

| Демографија | Демографија | Демографија |
| Година      | Становника  | Становника  |
| ----------- | ----------- | ----------- |
| 1948.       | 394         |             |
| 1953.       | 327         |             |
| 1961.       | 382         |             |
| 1971.       | 477         |             |
| 1981.       | 565         |             |
| 1991.       | 625         | 611         |
| 2002.       | 688         | 710         |
| 2011.       | 722         |             |
| 2022.       | 687         |             |

| Етнички састав према попису из 2002.‍ | Етнички састав према попису из 2002.‍ | Етнички састав према попису из 2002.‍ | Етнички састав према попису из 2002.‍ | Етнички састав према попису из 2002.‍ |
| ------------------------------------ | ------------------------------------ | ------------------------------------ | ------------------------------------ | ------------------------------------ |
|                                      |                                      |                                      |                                      |                                      |
| Срби                                 | Срби                                 |                                      | 666                                  | 96,80%                               |
| Црногорци                            | Црногорци                            |                                      | 18                                   | 2,61%                                |
| Хрвати                               | Хрвати                               |                                      | 1                                    | 0,14%                                |
| Македонци                            | Македонци                            |                                      | 1                                    | 0,14%                                |
| Југословени                          | Југословени                          |                                      | 1                                    | 0,14%                                |
| непознато                            | непознато                            |                                      | 0                                    | 0,0%                                 |

| Година пописа     | 1948. | 1953. | 1961. | 1971. | 1981. | 1991. | 2002. |
| ----------------- | ----- | ----- | ----- | ----- | ----- | ----- | ----- |
| Број домаћинстава | 77    | 70    | 92    | 112   | 143   | 172   | 206   |

| Број чланова      | 1  | 2  | 3  | 4  | 5  | 6  | 7 | 8 | 9 | 10 и више | Просек |
| ----------------- | -- | -- | -- | -- | -- | -- | - | - | - | --------- | ------ |
| Број домаћинстава | 24 | 48 | 32 | 59 | 26 | 13 | 4 | 0 | 0 | 0         | 3,34   |

| Пол    | Укупно | Неожењен/Неудата | Ожењен/Удата | Удовац/Удовица | Разведен/Разведена | Непознато |
| ------ | ------ | ---------------- | ------------ | -------------- | ------------------ | --------- |
| Мушки  | 280    | 76               | 195          | 5              | 2                  | 2         |
| Женски | 279    | 43               | 193          | 37             | 3                  | 3         |
| УКУПНО | 559    | 119              | 388          | 42             | 5                  | 5         |

| Пол    | Укупно                    | Пољопривреда, лов и шумарство | Рибарство                            | Вађење руде и камена | Прерађивачка индустрија       |
| ------ | ------------------------- | ----------------------------- | ------------------------------------ | -------------------- | ----------------------------- |
| Мушки  | 145                       | 13                            | 0                                    | 0                    | 56                            |
| Женски | 78                        | 21                            | 0                                    | 0                    | 23                            |
| УКУПНО | 223                       | 34                            | 0                                    | 0                    | 79                            |
| Пол    | Производња и снабдевање   | Грађевинарство                | Трговина                             | Хотели и ресторани   | Саобраћај, складиштење и везе |
| Мушки  | 5                         | 15                            | 16                                   | 3                    | 16                            |
| Женски | 0                         | 2                             | 10                                   | 4                    | 1                             |
| УКУПНО | 5                         | 17                            | 26                                   | 7                    | 17                            |
| Пол    | Финансијско посредовање   | Некретнине                    | Државна управа и одбрана             | Образовање           | Здравствени и социјални рад   |
| Мушки  | 1                         | 1                             | 7                                    | 0                    | 4                             |
| Женски | 0                         | 1                             | 1                                    | 2                    | 9                             |
| УКУПНО | 1                         | 2                             | 8                                    | 2                    | 13                            |
| Пол    | Остале услужне активности | Приватна домаћинства          | Екстериторијалне организације и тела | Непознато            | Непознато                     |
| Мушки  | 1                         | 0                             | 0                                    | 7                    | 7                             |
| Женски | 0                         | 1                             | 0                                    | 3                    | 3                             |
| УКУПНО | 1                         | 1                             | 0                                    | 10                   | 10                            |